# یویشووکا
یویشووکا (به چکی: Jevišovka) یک منطقهٔ مسکونی در جمهوری چک است که در ناحیه برتسلاو واقع شده‌است. یویشووکا ۱۲٫۶۴ کیلومتر مربع مساحت و ۶۲۷ نفر جمعیت دارد و ۱۷۷ متر بالاتر از سطح دریا واقع شده‌است.